# Vallibona

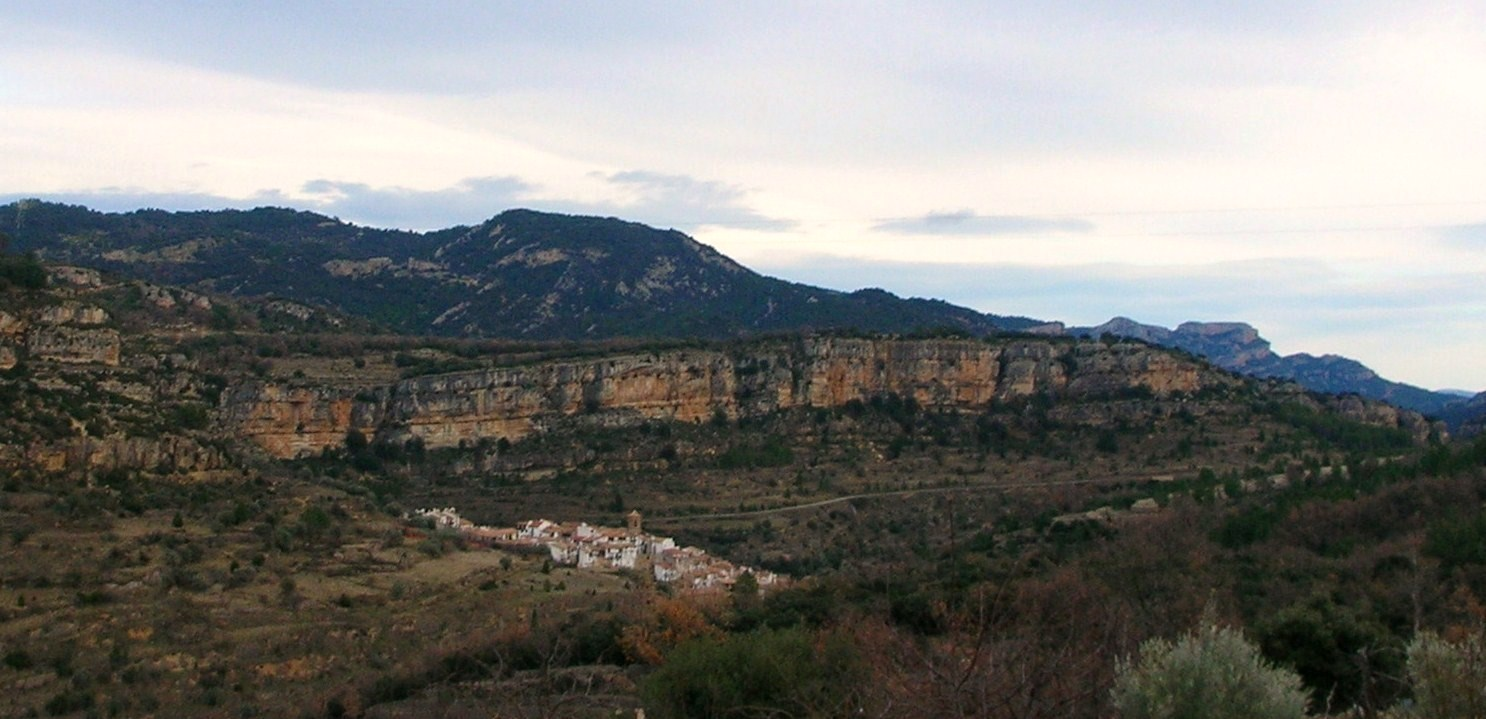
Vallibona vista des de l'oest amb els Ports de Beseit al fons.

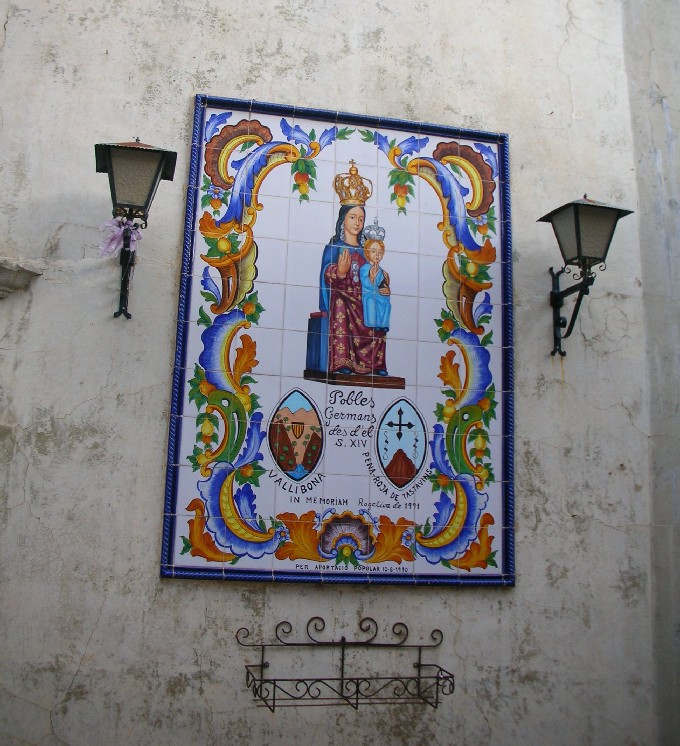
Verge al mur de l'església parroquial. Vallibona

Vallibona és un municipi del País Valencià que es troba a la comarca dels Ports. Limita amb Castell de Cabres, la Pobla de Benifassà, Rossell, Canet lo Roig, Xert i Morella. Forma part de la província de Castelló.

## Geografia
Vallibona es troba envoltada de muntanyes, amb la serralada de Benifassà, part del sistema dels Ports de Beseit, al nord i la serra del Turmell al sud. El municipi s'alça damunt del riu Cérvol en el sector oriental de la comarca.
Des de Castelló s'accedeix a aquesta localitat a través de la CV-10, prenent després la CV-15 per a accedir a la CV-130, posteriorment es pren la CV-128 i finalment la CV-111.
També es pot accedir mitjançant la carretera Rossell - Vallibona, que no apareix als mapes de carreteres convencionals. Aquesta carretera segueix la vall del riu Cérvol, i pel GR 7.

## Història
Es creu que antigament era anomenat Vallis Ibana i que per aquí van passar els francs en la seva expedició a Tortosa sobre el 804-806.
Sembla que fins al segle xiii fou un lloc de la població musulmana, a tocar amb la població de Morella, conquerida pel rei Jaume I cap al 1232. El seu primer senyor feudal va ser en Blasco I d'Alagón; li fou concedida carta de poblament en 1271. La seva importància romandrà marcada pel període d'esplendor de Morella en els segles xiv i xv.

## Nuclis
Sant Domènec de Vallibona és un llogaret fundat el 1237 que pertany al municipi de Vallibona i que es troba 12 km a l'est del municipi a la vora de la carretera que va a Rossell. Conté un santuari dedicat a Sant Domènec de Guzman, patró de Vallibona.

## Demografia
La població ha sofert una progressiva reducció en el temps, passant de 1.808 habitants en 1900 a 1.133 en l'any 1950. Després del pla d'estabilització de 1959 es produïx una forta emigració de la població cap a zones industrials com Barcelona i el nord de Castelló. En 1994 apareix pràcticament despoblada amb només 104 habitants.
| 1990 | 1992 | 1994 | 1996 | 1998 | 2000 | 2002 | 2004 | 2006 | 2008 | 2010 | 2012 |
| ---- | ---- | ---- | ---- | ---- | ---- | ---- | ---- | ---- | ---- | ---- | ---- |
| 123  | 110  | 104  | 108  | 102  | 93   | 99   | 89   | 100  | 98   | 100  | 100  |

## Administració

### Corporació Municipal
El Ple de l'Ajuntament està format per 3 regidors. En les eleccions municipals de 26 de maig de 2019 foren elegits 3 regidors del Partit Socialista del País Valencià (PSPV-PSOE).
| Eleccions municipals de 26 de maig de 2019 - Vallibona                                                            |                                          |                                     |                                                                   |                                |          |          |
| Candidatura | Candidatura                              | Candidatura                         | Candidats                                                         | Vots                           | Vots     | Regidors |
| | Partit Socialista del País Valencià-PSOE |                                     | Juan José Palomo Ferrer Santiago Meseguer Segura Andrés Pla Martí | 42 ( Sí) · 30 ( Sí) · 20 ( Sí) | 93,88%   | 3 ()     |
| | Partit Popular                           |                                     | Laura Tárrega Jiménez                                             | 0 ( No)                        | 0%       | 0 ()     |
| | Vots en blanc                            |                                     |                                                                   | 1                              | 2,04%    |          |
| Total vots vàlids i regidors                                                                                      | Total vots vàlids i regidors             | Total vots vàlids i regidors        | Total vots vàlids i regidors                                      | 49                             | 100 %    | 3        |
| | Vots nuls                                | Vots nuls                           | Vots nuls                                                         | 2                              | 3,92%    |          |
| Participació (vots vàlids més nuls)                                                                               | Participació (vots vàlids més nuls)      | Participació (vots vàlids més nuls) | Participació (vots vàlids més nuls)                               | 51                             | 78,46%** |          |
| Abstenció | Abstenció                                | Abstenció                           | Abstenció                                                         | 14*                            | 21,54%** |          |
| Total cens electoral                                                                                              | Total cens electoral                     | Total cens electoral                | Total cens electoral                                              | 65*                            | 100 %**  |          |
| Alcalde: Juan José Palomo Ferrer (PSPV-PSOE) Per majoria absoluta dels vots dels regidors (3 vots del PSPV-PSOE)  |                                          |                                     |                                                                   |                                |          |          |
| Fonts: JEC, JEZ Vinaròs, Periòdic Ara. (* No són vots sinó electors. ** Percentatge respecte del cens electoral.) |                                          |                                     |                                                                   |                                |          |          |

### Alcaldia
Des de 2007 l'alcalde de Vallibona és Juan José Palomo Ferrer del Partit Socialista del País Valencià (PSPV-PSOE).
| Període                       | Alcalde o alcaldessa         | Partit polític | Data de possessió | Observacions |
| ----------------------------- | ---------------------------- | -------------- | ----------------- | ------------ |
| 1979–1983                     | Delfín Altaba Dolz           | UCD            | 19/04/1979        | --           |
| 1983–1987                     | Delfín Altaba Dolz           | AP-PDP-UL-UV   | 28/05/1983        | --           |
| 1987–1991                     | José Ramon Martí             | PSPV-PSOE      | 30/06/1987        | --           |
| 1991–1995                     | Jaime Meseguer Jovani        | PSPV-PSOE      | 15/06/1991        | --           |
| 1995–1999                     | Wencesalo Fonollosa Meseguer | PSPV-PSOE      | 17/06/1995        | --           |
| 1999–2003                     | Federico Guimerà Guimerà     | PP             | 03/07/1999        | --           |
| 2003–2007                     | Wencesalo Fonollosa Meseguer | PSPV-PSOE      | 14/06/2003        | --           |
| 2007–2011                     | Juan José Palomo Ferrer      | PSPV-PSOE      | 16/06/2007        | --           |
| 2011–2015                     | Juan José Palomo Ferrer      | PSPV-PSOE      | 11/06/2011        | --           |
| 2015–2019                     | Juan José Palomo Ferrer      | PSPV-PSOE      | 13/06/2015        | --           |
| 2019-2023                     | Juan José Palomo Ferrer      | PSPV-PSOE      | 15/06/2019        | --           |
| Des de 2023                   | n/d                          | n/d            | 17/06/2023        | --           |
| Fonts: Generalitat Valenciana |                              |                |                   |              |

## Economia
Basada tradicionalment en la ramaderia i en l'agricultura.

## Monuments
Religiosos
- Església de l'Assumpció. Temple parroquial amb un interessant artesanat en la seva volta. Construïda en el segle xiv. En aquest edifici se celebraren algunes de les reunions entre el rei Ferran d'Antequera, el papa Benet XIII i el sant Vicent Ferrer (1411 i 1414) amb la intenció de resoldre el Cisma d'Occident.
- Ermita de Sant Domènec. Edifici original construït en el segle xiii. El temple actual fou reconstruït el segle xviii. Es troba a 12 km a l'est del centre de Vallibona.
- Ermita de Santa Àgueda. Ermita d'estil romànic de la reconquesta enclavada en un tossal de fortes ressonàncies esotèriques. Recentment s'ha recuperat la romeria tradicional que s'havia perdut.

Civils
- Ajuntament. Edifici d'interès arquitectònic.
- Nucli urbà. Interès arquitectònic.

## Festes locals
- Sant Antoni Abat. Se celebra el 17 de gener
- Festes Patronals. Se celebren del 7 d'agost al 16 d'agost en honor de Sant Domènec i l'Assumpció de la Verge. Cada 7 anys, l'endemà de l'Ascensió se celebra el romiatge trobada amb la població de Pena-roja de Tastavins, al Matarranya.

Vallibona i Pena-roja són pobles germans des del segle xiv.

## Escut
L'Escut de Vallibona té forma lenticular, i representa una vall amb arbres separada per un riu i al fons unes muntanyes, i plasmat l'escut reial de la Corona d'Aragó, el poble va ser creat l'any 1271, però no va disposar d'escut fins als inicis del segle XV. l'escut de la primera imatge es va trobar terç del que quedava de la teulada original de l'església parroquial de Vallibona. Fins a relativament poc l'escut era representat amb un esquirol a punt de salar en una corona de llorer o un esquirol a punt de saltar. Fins que es va implementar l'actual.

Escut de Vallibona a inicis del s.XV
Segell municipal de Vallibona implementat al 1913
Escut actual